# Nowoołeniwka (rejon kramatorski)
Nowoołeniwka (ukr. Новооленівка) – wieś na Ukrainie, w obwodzie donieckim, w rejonie kramatorskim, w hromadzie Illiniwka. W 2001 liczyła 245 mieszkańców.